# Реагент Лавессона
Реагент Лавессона (реактив Лоуссена) — замещенный дитиофосфетан, использующийся в качестве тионирующего агента в органическом синтезе:
Представляет из себя желтоватые гигроскопичные кристаллы с неприятным запахом (гидролизуется с выделением сероводорода), растворимые при нагревании в ароматических растворителях (толуол, хлорбензол, анизол) и диметоксиэтане, слаборастворимые в эфире.
Впервые был синтезирован в 1956 г. в ходе исследования реакций пентасульфида фосфора P4S10 с ароматическими соединениями, в синтетическую практику в качестве тионирующего агента введен Свеном-Олафом Лавессоном.

## Синтез
Реагент Лавессона синтезируют взаимодействием эквивалентных количеств пентасульфида фосфора и анизола, реакция идёт при нагревании с обратным холодильником при температуре кипения анизола, реактив Лавессона кристаллизуется при охлаждении реакционной смеси. Выход (без перекристаллизации) составляет 79-87 %:
Продукт может быть дополнительно очищен перекристаллизацией из кипящего толуола, однако в большинстве случаев может использован для тионирования без перекристаллизации.

## Механизм тионирования
Реагент Лавессона в растворе существует в равновесии с образующимся из него нуклеофильным дитиофосфинилидом:
Реакция карбонила с этим илидом ведет к образованию тиаоксофосфетанового интермедиата:
который затем распадается с образованием тиокарбонильного соединения:
Механизм реакции сходен с механизмом реакции Виттига, в обоих случаях происходит образование четырёхчленного интермедиата со связью P-O и движущей силой реакции является образование высокостабильной связи P=O.

## Синтетическое применение
Реагент Лавессона применяют для тионирования кетонов, амидов и лактамов. Лактоны также могут быть тионированы и некоторые сложные эфиры (например, этиловый эфир пирослизевой кислоты), однако сложные эфиры алифатических карбоновых кислот тионируются с низкими выходами.
Выходы при тионировании N,N-дизамещенных амидов колеблются от высоких (например, при тионировании N-метилпирролидона выход количественный) до низких, в последнем случае вместо использования реагента Лавессона предпочтительней использование реагента Дэвиса, который дает высокие выходы N,N-дизамещенных амидов.
Реакция с 1,4-дикарбонильными соединениями ведет к образованию тиофенов. Аналогично идет реакция с их аза-аналогами, так, амиды α-амино-β-кетокислот под действием реагента Лавессона образуют тиазолы.
Реагент Лавессона также применяется для тионирования фосфиноксидов с образованием фосфинсульфидов:
R3P=O + LR {\displaystyle \to } R3P=S